# Тонтон (Минесота)
Тонтон (енгл. Taunton) град је у америчкој савезној држави Минесота.

## Демографија
По попису из 2010. године број становника је 139, што је 68 (-32,9%) становника мање него 2000. године.
| Група             | 2000.       | 2010.        |
| Белци             | 204 (98,6%) | 139 (100,0%) |
| Афроамериканци    | 0 (0,0%)    | 0 (0,0%)     |
| Азијати           | 1 (0,5%)    | 0 (0,0%)     |
| Хиспаноамериканци | 0 (0,0%)    | 0 (0,0%)     |
| Укупно            | 207         | 139          |